# Mississippi Joe Callicott
Mississippi" Joe Callicott (10 octobre 1899 - mai 1969) est un chanteur et guitariste de Delta blues américain.